# Dispute avec Simon Magus et crucifiement de Pierre
La Dispute avec Simon Magus et crucifiement de Pierre est une fresque de Filippino Lippi qui décore la chapelle Brancacci dans l'église Santa Maria del Carmine à Florence. L'œuvre (230 × 598 cm) peut être datée vers 1482-1485.

## Histoire

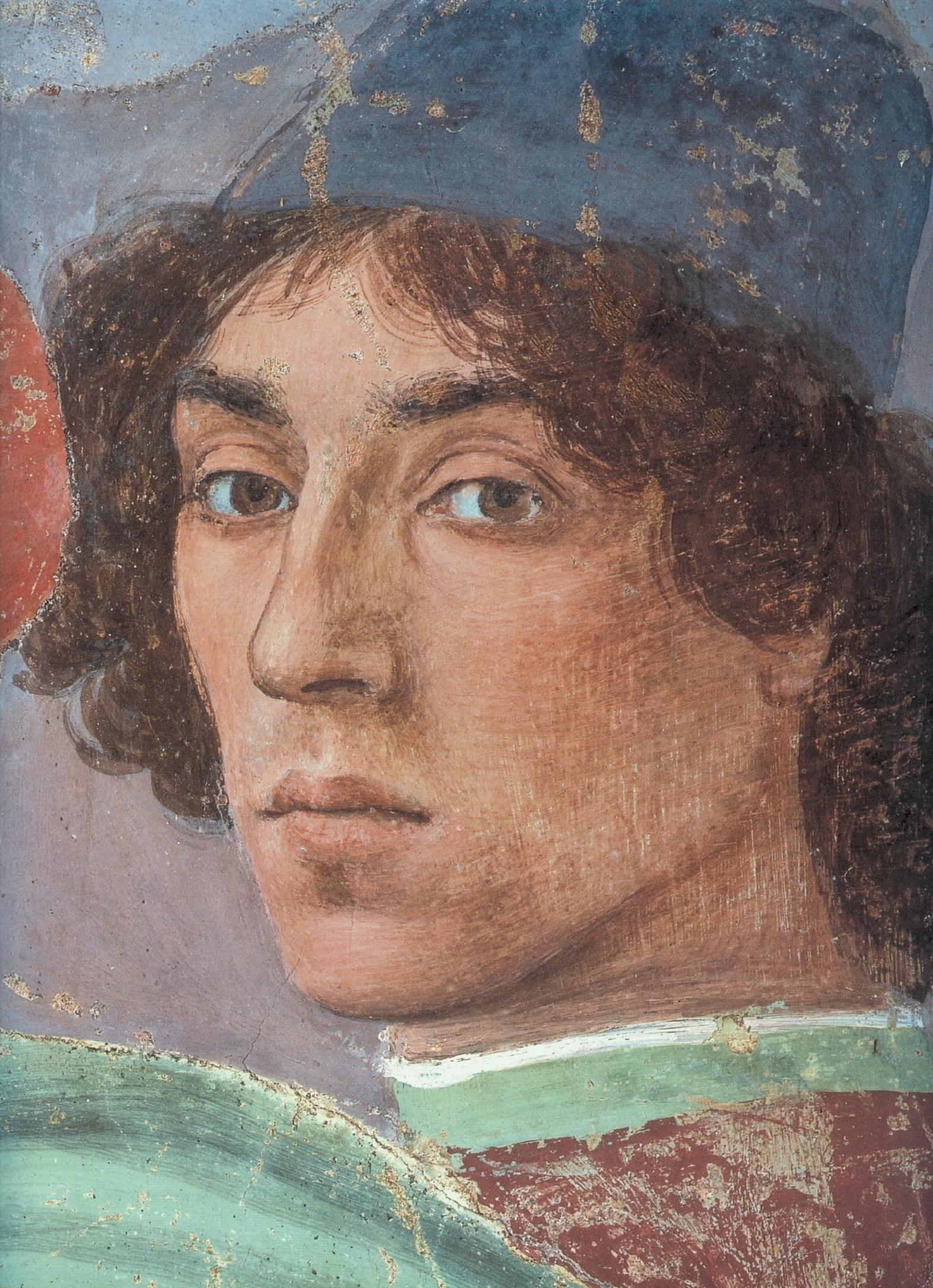
Autoportrait de Filippino Lippi dans la Dispute.

La décoration de la chapelle Brancacci est probablement restée inachevée en raison du départ de Masaccio pour Rome en 1428, où il a trouvé la mort peu de temps après. De plus, l'exil du client Felice Brancacci en 1436 a entravé toute possibilité de reprise des travaux par d'autres artistes. Il est probable que certaines parties déjà peintes par Masaccio aient été martelées dans une sorte de damnatio memoriae car elles contenaient des portraits des Brancacci.
Ce n'est qu'avec la réadmission de la famille dans la ville en 1480 qu'elle put être achevée, la tâche étant confiée à l'artiste qui, après tout, était alors le plus fidèle à la tradition de Masaccio, Filippino, fils de Filippo Lippi, premier élève du grand innovateur de la peinture florentine.
On pense que Masaccio avait déjà peint un Crucifiement de saint Pierre derrière l'autel, qui a été démantelé vers 1458 lorsque la chapelle a été de nouveau consacrée à la Madonna del Popolo, du nom d'un panneau du XIIIe siècle qui est toujours présent, nécessitant de réorganiser le mur du fond.

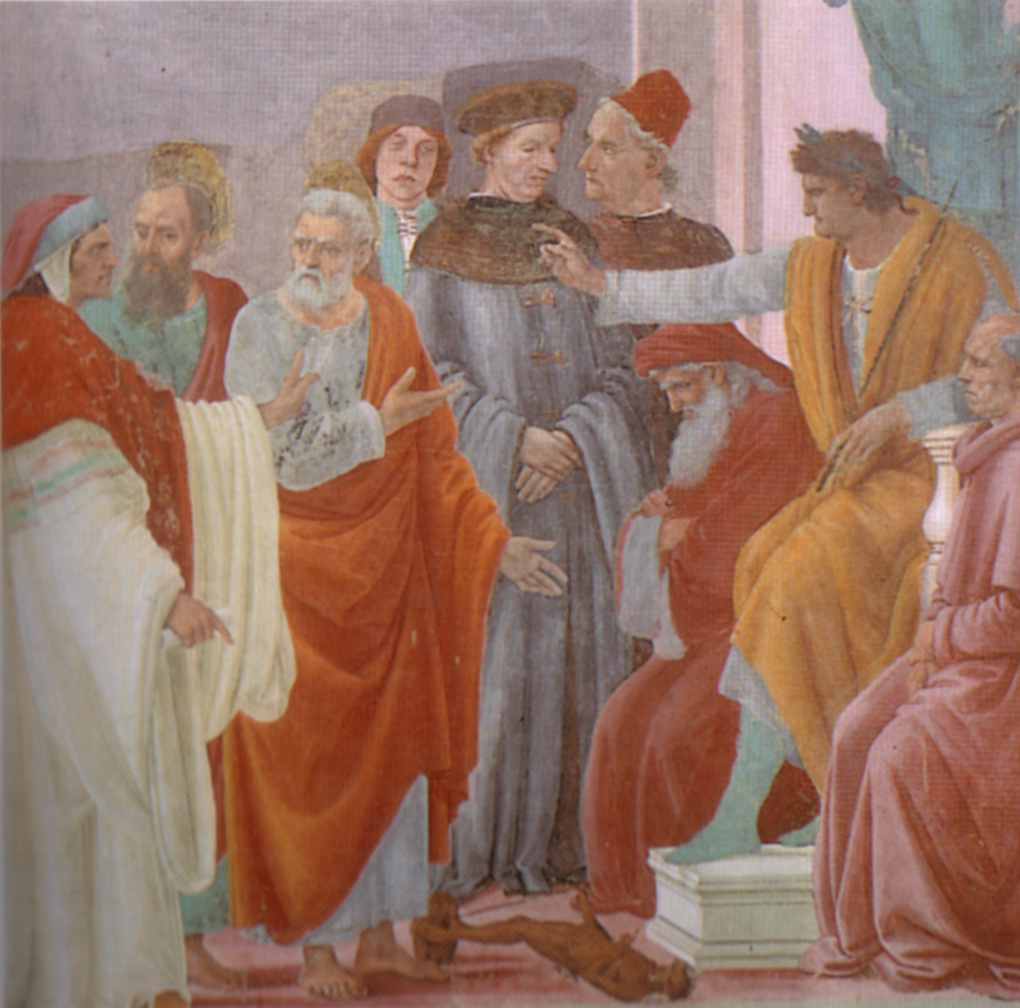
Détail du jugement de Neron

L'intervention de Lippi n'est pas documentée avec exactitude, mais est datable grâce à quelques indices cités par Vasari dans les années1485, années où le peintre, alors âgé de vingt-cinq ans, commence à recevoir d'importantes commandes personnelles.

## Description
La grande scène de la Dispute avec Simon le Magicien et du crucifiement de saint Pierre occupe le registre inférieur du mur de droite de la chapelle. En dehors des murs de la ville (Rome, reconnaissable à la pyramide de Cestius sur le mur d'Aurélien et aux bâtiments qui surgissent au-delà des créneaux), la dispute entre Simon le Magicien et les saints Pierre et Paul, devant Néron, est représentée à droite. Celle-ci est causée par le défi de deviner ses pensées en présence de l'empereur, que Pierre a envoyé au magicien ; le geste éloquent de condamnation de Néron, avec l'idole païenne renversée à ses pieds, témoigne de l'échec de Simon.
Sur la gauche, a lieu le crucifiement du saint, qui est sur le point d'être pendu la tête en bas après son refus d'être crucifié comme le Christ. Le corps du saint démontre l'extraordinaire capacité de rendu anatomique acquise à l'époque de Laurent le Magnifique.
La scène comporte de nombreux portraits. Le jeune homme au béret à l'extrême droite est l'autoportrait de Filippino. Le vieil homme au bonnet rouge dans le groupe près de saint Pierre et Simon est Antonio Pollaiuolo. Le garçon qui se tient sous l'arche et regarde vers le spectateur est le portrait de Sandro Botticelli, un ami et professeur de Filippino. Dans la figure de Simon le Magicien, certains ont voulu voir un portrait de Dante Alighieri, célébré comme le créateur de l'illustre De vulgari eloquentia dont Laurent le Magnifique et Ange Politien se sont inspirés.
Le paysage que l'on peut apercevoir depuis le portail voûté de la ville n'a rien à voir avec les paysages arides du tout début du XVe siècle, qui seront progressivement adoucis ensuite par Domenico Veneziano et d'autres sur l'exemple nordique.

## Style

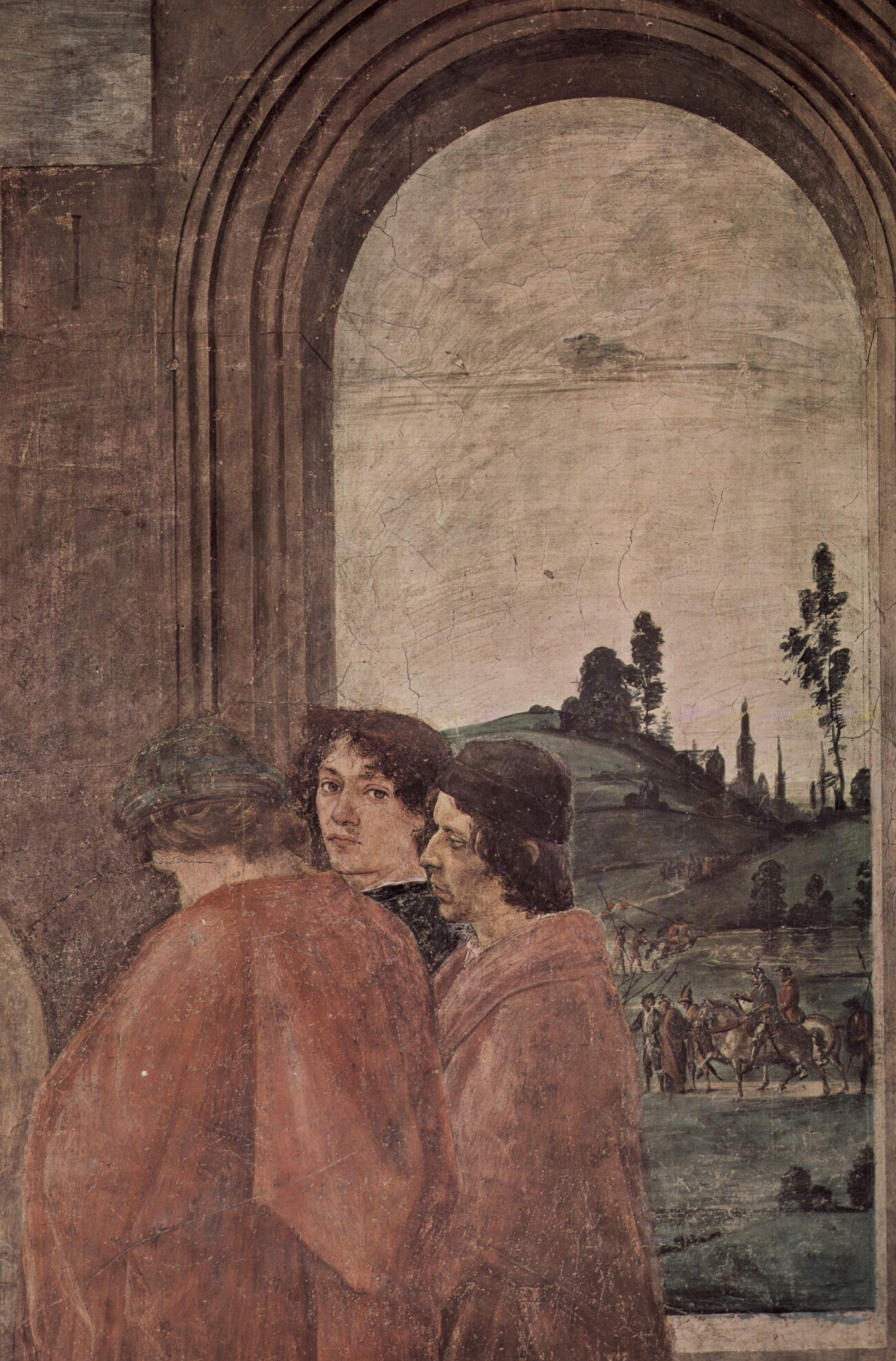
Détail.

Afin de ne pas briser l'homogénéité de l'ensemble, Filippino a tenté de tempérer son style, en adaptant sa palette aux couleurs des fresques les plus anciennes et en conservant le cadre solennel des personnages. Malgré cela, son style est aujourd'hui facilement reconnaissable, car il est marqué par un contraste plus mûr et est doté de la ligne de contour typique du style intellectualiste de la Renaissance à l'époque de Laurent le Magnifique qui s'oppose au  « jet » de peinture de Masaccio, fait de brouillons rapides de couleur et de lumière.

## Source de traduction
- (it) Cet article est partiellement ou en totalité issu de l’article de Wikipédia en italien intitulé « Disputa di Simon Mago e crocifissione di san Pietro » (voir la liste des auteurs).